# Adães (Chaves)
Adães era, em 1747, uma aldeia portuguesa da freguesia de Nossa Senhora da Assunção, Comarca e termo da vila de Chaves, Arcebispado de Braga, Província de Trás-os-Montes.